# BTS 카운트다운
BTS 카운트다운(영어: BTS COUNTDOWN)는 Mnet에서 2017년 10월 12일 방송된 음악 프로그램이다.

## BTS 개요
Mnet의 K-POP 음악차트쇼 ‘엠카운트다운’ 형식을 빌려 시작부터 끝까지, 오직 방탄소년단만이 출연하는 스페셜 방송 프로그램으로 2017년 10월 12일 90분간 방송됐다. 이 방송에서는 다양한 코너를 준비했는데, 2013년 6월 데뷔해 2017년 기준 데뷔 5년 차에 접어든 방탄소년단만들의 히트 노래만으로 역대 40곡에 대해 팬들의 투표로 결정된 1위부터 40위를 발표한다. 팬들이 선택한 1위곡 발표를 두고 방탄소년단 멤버들이 두 팀으로 나누어 대결을 벌이며, 후보곡은 이번에 발표 한 미니 앨범 《LOVE YOURSELF 承 ‘Her’》의 타이틀곡인 ‘DNA’와 2015년 발매된 '화양연화 pt.1' 앨범의 ‘쩔어’다. 진 팀은 벌칙을 받게 된다. 또한 멤버들이 직접 출연한 콩트 형식의 미니드라마 ‘방탄상사’에서는 회사원으로 분해 자신들의 곡 11위부터 20위까지를 소개하며, 콘서트를 연상케하는 화려한 무대도 선보였다.
방탄소년단은 이 방송을 끝으로 국내 활동을 성공적으로 마무리하며, 콘서트를 연상시키는 특집 프로그램으로 팬들에게 즐거움을 선사했다.그리고 2022년도 마지막 콘서트를 개최할 예정이다.

## 코너
- 방탄극장 (콩트 형식 미니 드라마)
- BTS 셀카 대결
- 미니 팬미팅

## 출연자
- 방탄소년단
  - RM
  - 슈가
  - 진
  - 제이홉
  - 지민
  - 뷔
  - 정국

## 제작진
- 조연출 : 차예린, 권다영
- 연출 : 최정남
- 기획 : 김기웅
- 편성 : 박민지, 김수아, 조유진, 이지수, 박영선, 이건희
- 마케팅 : 정은일, 김세영
- 홍보 : 강유경
- NLE편집 : <클론미디어텍> 이광운
- 종합편집 : 최재식
- 기술지원 : 이승우, 지화선
- Tech&Art 총괄 : 이흥원
- 기술 총괄 : 김기현
- 기술감독 : 김태운
- 음악 : 최광호, 양선모, 이세인
- 음향 : <사운드플레이> 강경윤
- 무대감독 : 우세균, 이광훈
- 무대디자인 : 조서연
- 조명 : <에이스조명> <RGB>
- 세트 : <자인아트>
- 카메라 총광 : 신성환
- 그래픽 디자이너 : 최효은
- VCR : 김명섭
- 성우 : 임희택
- 크리에이티브 디렉터 : 김태주
- 아트 디렉터 : 서동철, 구교목, 고재근
- 구성 : 김준영, 서지영, 김수빈, 김민지
- 촬영지원 PD : 이형진
- 편집지원 PD : 김향미, 하은비
- 협력 : 빅히트 엔터테인먼트
- 기획 제작 : Mnet

## 같이 보기
- COMEBACK SHOW - BTS DNA
- 엠카운트다운
- 방탄소년단